# اگلینتو
اگلینتو (به ایتالیایی: Aglientu) یک سکونتگاه مسکونی در ایتالیا است که در استان البیا تمپیو واقع شده‌است.

## خصوصیات
اگلینتو ۱۴۷٫۷ کیلومترمربع مساحت و ۱٬۱۲۶ نفر جمعیت دارد و ۴۲۰ متر بالاتر از سطح دریا واقع شده‌است.